# 피에르 키농
피에르 장 기 키농(프랑스어: Pierre Jean Guy Quinon, 1962년 2월 20일~2011년 8월 17일)은 프랑스의 육상 선수이다. 주 종목은 장대높이뛰기이며, 1984년 하계 올림픽에서 금메달을 획득했다.

## 같이 보기
- 남자 장대높이뛰기 세계 기록 추이